# Cântecele Renașterii
Cântecele Renașterii este un film românesc din 1969 regizat de Mirel Ilieșiu. Rolurile principale au fost interpretate de actorii Corul Madrigal.